# Brasem
De brasem (Abramis brama) is een vis die behoort tot de familie Cyprinidae. Het is een van de talrijkste vissen van Nederland en door zijn gewicht vaak de belangrijkste vis qua biomassa.
De maximale lengte is 90 cm. Een Duitse recordvis uit 2000 was 85 cm lang en woog zeven kg. Het Nederlands record met de hengel gevangen brasem staat volgens de BNRZ (Beet Nederlandse Recordlijst Zoetwatervissen) op 77 cm. Deze vis woog 7280 gram. Normale lengten zitten in het bereik van 40 tot 60 cm en brasems boven de 70 cm komen alleen in specifieke omstandigheden met een lage stand aan brasem voor.

## Herkenning
De volwassen brasem heeft een typische ruitvorm, is afgeplat en heeft een lange aarsvin en een korte puntige rugvin. Zo kunnen ze 's zomers wel herkend worden als het zuurstofgebrek ze naar de oppervlakte dwingt. De vinnen zijn grijzig of zwart en nooit gekleurd. In de paaitijd kunnen mannetjes herkend worden aan de paaiuitslag, keiharde wratjes op de kop en kieuwdeksel.
De kleur is variabel en hangt sterk samen met de helderheid en begroeiing van het water. Bij helder begroeid water krijgt de brasem een bronzen kleur, in rivieren en troebele plasjes is hij meer zilverachtig met een wat gelige gloed.
Zeer jonge brasems worden meestal niet als zodanig herkend omdat de visjes dan nog heel slank zijn. Ze zijn zilverachtig, sterk afgeplat en hebben een lange aarsvin. Ze kunnen worden onderscheiden van voorns door het afgeplatte lichaam en de lange aarsvin. Van kolblei alleen door de schubben te tellen (met behulp van foto of loep).

### Verwarring met kolblei
De brasem wordt vaak verward met de kolblei, maar eigenlijk is het vrij simpel de soorten uit elkaar te houden. De kolblei heeft aan het begin van zijn gepaarde vinnen een rode vlek, de brasem heeft borstvinnen die tot voorbij de aanhechting van de buikvin komen. Een andere manier om ze te onderscheiden is de geur, brasem heeft een heel sterke geur (en veel slijm), kolblei ruik je niet zo snel. Bovendien is bij de kolblei de diameter van het oog gelijk aan de afstand van de bek tot het oog. Bij brasem is dit niet zo. De kolblei heeft dus in verhouding een groter oog.
Op de foto in de fotogalerij staan twee jonge exemplaren van brasem en kolblei. Bij deze dieren moet je goed kijken om het verschil te zien. Het meest betrouwbare kenmerk zijn de grovere schubben van kolblei. Door de schubben van de zijlijn tot de voorkant van de rugvin te tellen kan uitsluitsel worden verkregen. De kolblei heeft er 10 of minder. Ook andere verschillen kunnen worden gezien, zoals de zilveren kleur en stompe kop van de kolblei zijn op de foto te zien, maar ze zijn subtiel en moeilijk op het eerste gezicht te zien.
Ook kruisingen van brasem en kolblei komen voor en recentelijk worden ook Donaubrasems (Ballerus sapa) gevangen, die aan de enorm lange aarsvin en het iets slankere postuur te herkennen zijn.

## Levenswijze
In elk water dat groot genoeg is komt in Nederland brasem voor. Ze komen veel voor in kleine en grote rivieren, maar ook in sierwater, polderwater, zandafgravingen, tichelgaten en kanalen.
De brasem is een scholenvis, zelfs de heel grote exemplaren komen nog in kleine groepjes voor. Op gunstige plaatsen graven de brasems gezamenlijk in de modder of het zand, waar ze eetbare bodemdiertjes uitfilteren. Modder en plantendelen worden weer uitgespuugd. Soms schakelen brasems over op watervlooien of andere diertjes in de middelste waterlagen. Ze prefereren de diepere gedeeltes van het water. 's Avonds en 's nachts azen ze wel vaak op ondiep water. Soms zijn ze overdag in de 10 tot 15 cm grote 'brasemputten' te zien langs ondiepe oevers.

## Voortplanting
De brasems paaien in april, mei en juni. Als de weersomstandigheden verslechteren wordt de paai vaak weer onderbroken om ze later weer te hervatten.
Ze paaien in de oevers en zelfs langs rivierkribben, maar bij voorkeur wordt zeer ondiep water opgezocht. De mannetjes verdedigen kleine territoria, waar ze andere mannetjes uit verjagen. De vrouwtjes produceren afhankelijk van de grootte 90.000 tot 300.000 eitjes. De kleverige eitjes worden op plantenmateriaal afgezet. Na het dooierzakstadium vormen de brasems scholen in de oeverzone.

### Verbraseming
Met het verdwijnen van de waterplanten is de snoekstand hard achteruitgegaan, omdat jonge snoeken zich niet meer kunnen verschuilen en ten prooi vallen aan grotere soortgenoten (kannibalisme).
Hierdoor treedt een enorm geboorte-overschot van voornamelijk jonge brasems op ('verbraseming'). Deze jonge brasems eten bovendien het dierlijk plankton op, dat zich met plantaardig plankton pleegt te voeden. Tot een grootte van ca 42 cm zijn de kieuwaanhangsels van de brasem fijn genoeg om Daphnia uit te filteren. Op 'verbrasemd' water lijkt dat ook een magische groottegrens te zijn. Grotere brasems moeten overschakelen op bodemvoedsel (muggelarven), dat niet in voldoende hoeveelheid aanwezig is om de brasem nog verder te laten groeien. Ook andere karperachtigen (voorns) groeien slecht in deze wateren doordat de enorme aantallen vissen niet voldoende voedsel kunnen bemachtigen. Deze brasems worden wel schierbliek genoemd.
Hierdoor neemt de vertroebeling van onze binnenwateren nog meer toe. Grote brasems woelen bovendien - bij het zoeken naar voedsel - de bodem om, zodat naar de bodem gezakte fosfaten opnieuw in circulatie komen. In sommige binnenwateren heeft deze 'verbraseming' tot gevolg gehad, dat vissoorten als snoek, baars en ruisvoorn verdwenen of zeer slecht groeien.

### Oplossingen
Na een enorme toename in de randmeren van Flevoland, is de verbraseming tot stilstand gekomen door de commerciële visvangst op brasem en door de toename van waterplanten en met name de driehoeksmossel die voor een filtering van het water zorgde. Ook hebben maatregelen om de hoeveelheid meststoffen in het water terug te dringen een belangrijke rol gespeeld. Ook in Nederland is met uiteenlopende maatregelen geprobeerd de eutrofiëring een halt toe te roepen. Dit is goed gelukt door aanleg van zuiveringsinstallaties met defosfateringstrappen, maar diffuse lozingen zijn nog steeds een probleem.
De brasem is níet de oorzaak van de problematiek, maar heeft ze slechts verergerd. Op plaatsen waar de brasem floreert is het water weliswaar minder helder, maar dat is niet noodzakelijkerwijs een onnatuurlijke of ongewenste situatie. Toch wordt vaak overgegaan tot het verwijderen van het grootste deel van het brasembestand om wateren weer in een nieuw evenwicht te krijgen. Door het continu omwoelen van het sediment komt er continu fosfaat vanuit de bodem terug naar de waterkolom, waardoor de fosfaatconcentraties te hoog blijven en het water niet helder zal worden. Als er gedurende voldoende tijd een beperking van de brasemstand wordt volgehouden kan het systeem in een meer gewenste toestand raken. Ook de fosfaatnalevering uit het sediment stopt omdat het fosfaat zich dan niet meer in de opgewoelde laag bevindt. De nieuwe toestand bestaat uit helder water sterke afname van het aandeel brasems en voorns. De dominante predatoren baars en snoek houden dit aandeel dan ook laag. Door het heldere water neemt de onderwatervegetatie toe, wat schuilgelegenheid biedt aan evertebraten en ook vissoorten als de zeelt floreren goed in een dergelijk milieu.
De kaderrichtlijn water speelt hier een belangrijke rol. In deze richtlijn is vastgelegd dat de fosfaatgehaltes in het oppervlak sterk dienen te worden teruggebracht. Aangezien vissen als karper en brasem door de nalevering van fosfaat uit de bodem hierin een belangrijke en ongewenste rol spelen wordt vaak tot afvissing overgegaan, aangezien deze methode goedkoper is dan het baggeren. Een afname van het fosfaatgehalte is zeer wenselijk vanwege de blauwalgenproblematiek. Blauwalgen scheiden zeer toxische stoffen uit, die in sommige gevallen tot langetermijnschade aan het zenuwstelsel kunnen leiden. Bij dit soort gevallen is dan de oorzaak van de schade niet meer te achterhalen.

## Hengelsport
Door het behoorlijke formaat en de grote aantallen brasems in vrijwel elk water in Nederland is dit een populaire vis voor de hengelsport. Voor de viswedstrijden is deze vis het belangrijkst.
Belangrijk bij het vissen op brasem is het voeren. Aan het voer moet ook voldoende eetbaar levend materiaal worden toegevoegd, zodat de brasem op de voerplek kan blijven eten en de school dus op de visplek aanwezig blijft. Het haakaas moet zo stil mogelijk op de bodem blijven liggen. Favoriete aassoorten zijn maden (vliegenlarven), casters (vliegenpoppen) en zoete maïs. Aan het lokvoer worden meestal ook wat zoetstoffen en vanille toegevoegd.
Van oudsher werd er met lange vaste hengels op brasem gevist, maar recentelijk zijn daar de matchvisserij en de feedervisserij. De matchvisserij maakt gebruik van werphengels waarmee grote dobbers goed geworpen kunnen worden. Bij de feedervisserij wordt een gaaskorf met lokvoer samen met het aas ingeworpen.
Wedstrijdvissers vangen met deze methoden tientallen kilo's vis per sessie van enkele uren.
Er wordt ook door 'specimenhunters' op brasem gevist. Een 'specimen' brasem is een vis die groter is dan 70 cm. In de wateren met een flinke brasemstand worden de vissen niet zo groot. Ze bereiken dat soort formaten alleen in ruim, plantenrijk en redelijk voedselrijk water.
Eigenlijk zijn dat soort wateren de wateren met het oorspronkelijke Nederlandse ecosysteem. Dat houdt in dat snoek en grote baars de dominante soorten zijn. Voorns en brasems zijn door de predatie van die soorten veel schaarser en kunnen daardoor goed uitgroeien, zonder dat voedselgebrek optreedt.

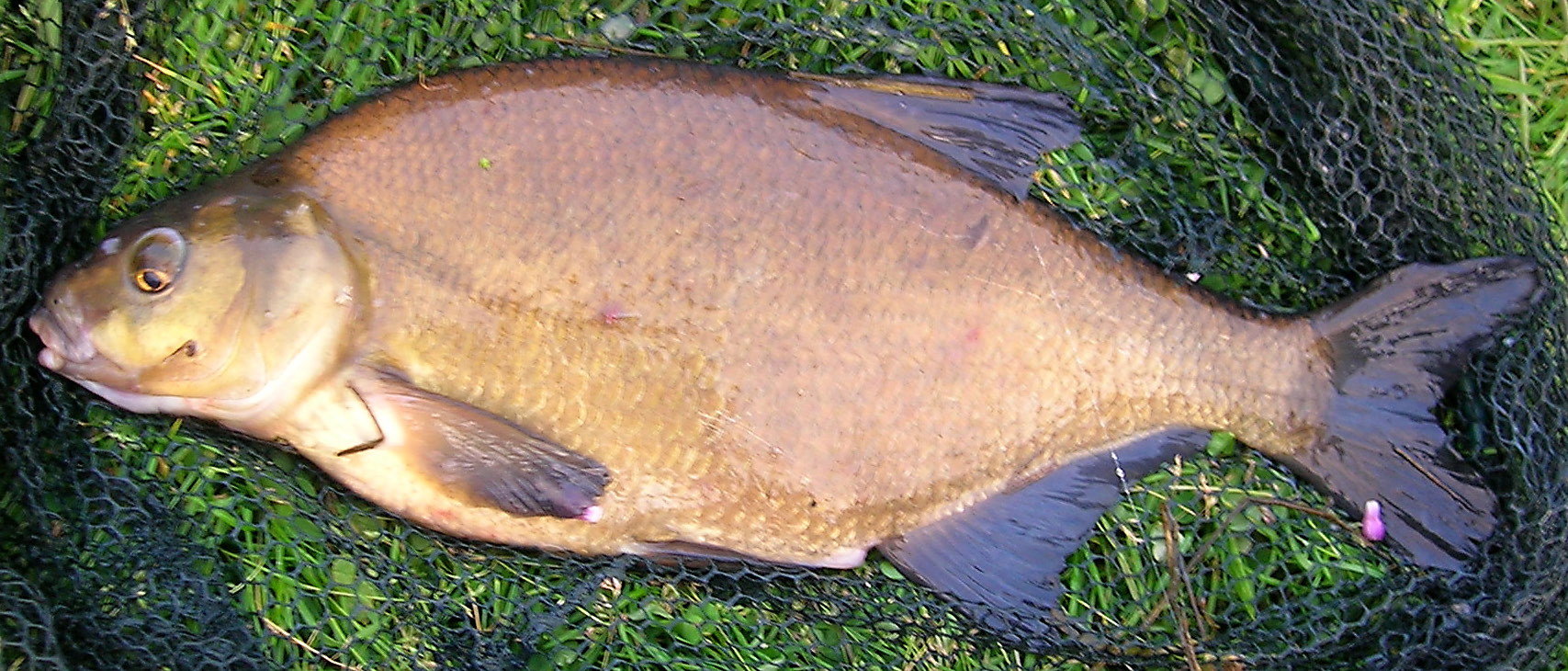
Bronsgekleurde brasem uit binnenwater
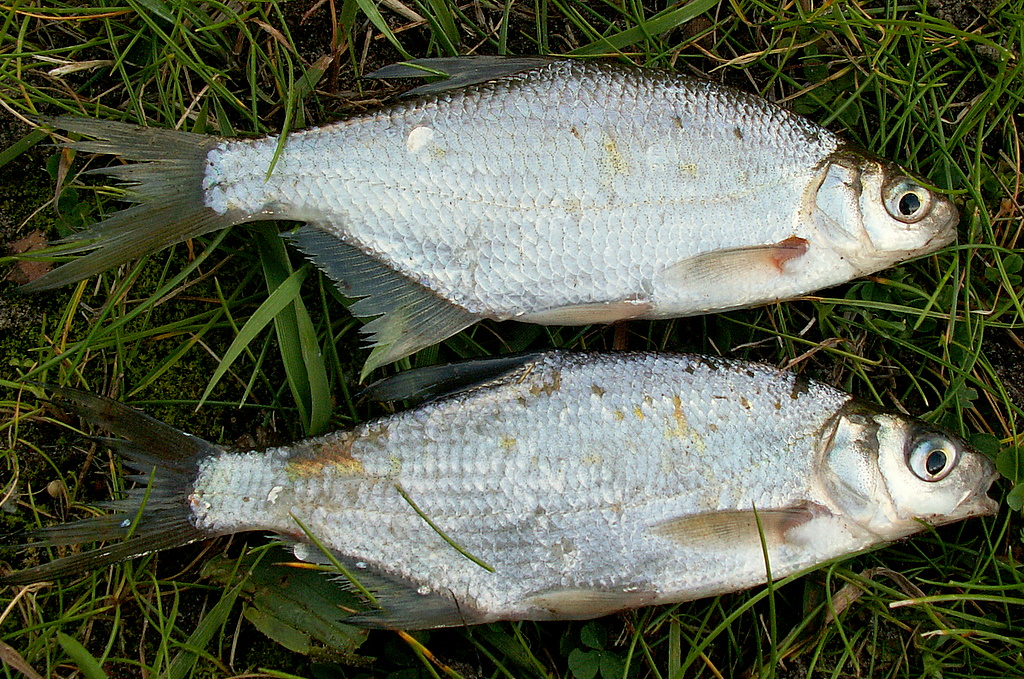
Brasem onder en kolblei boven
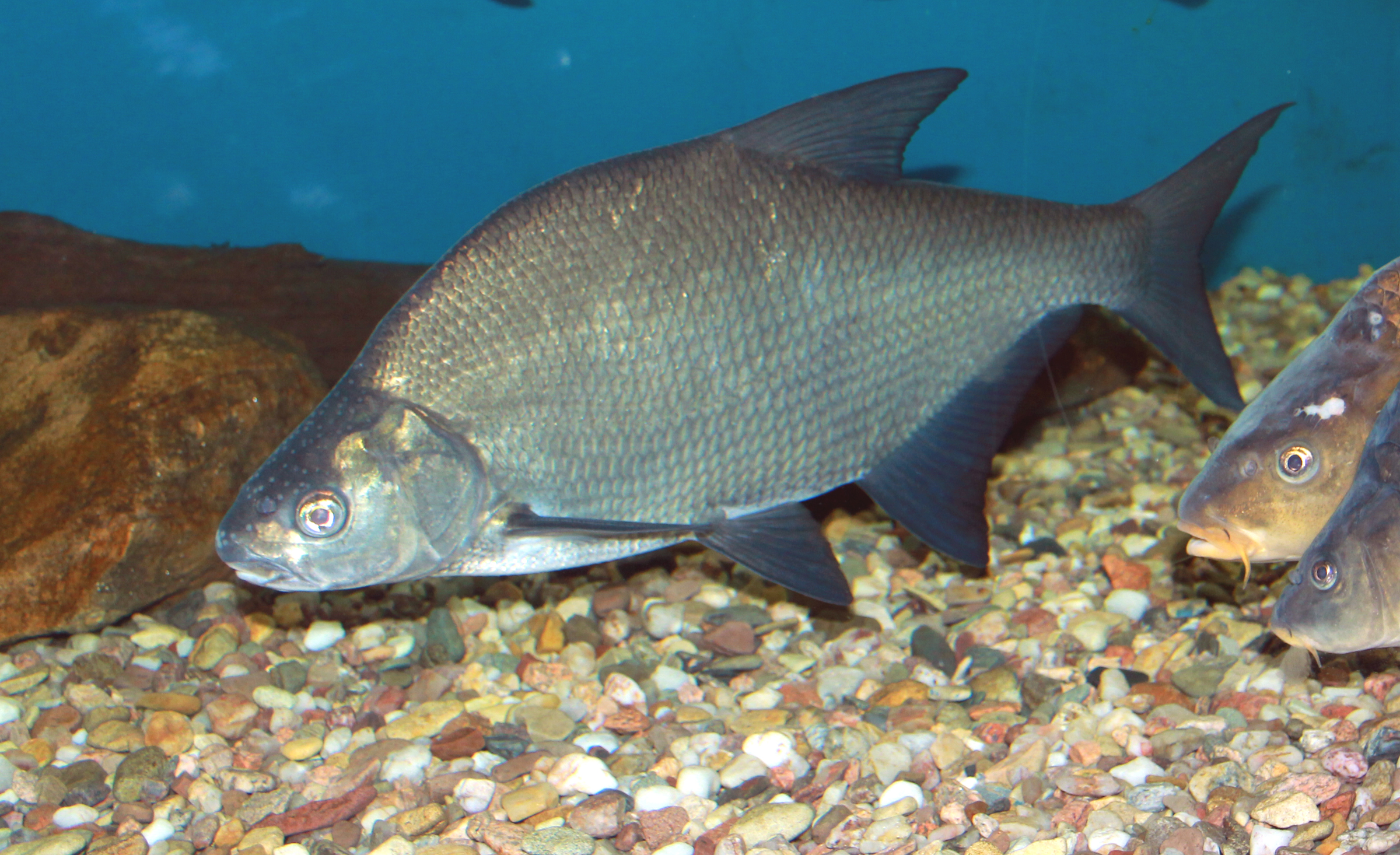
Tentoonstelling "Subaqueous Vltava" in Praag
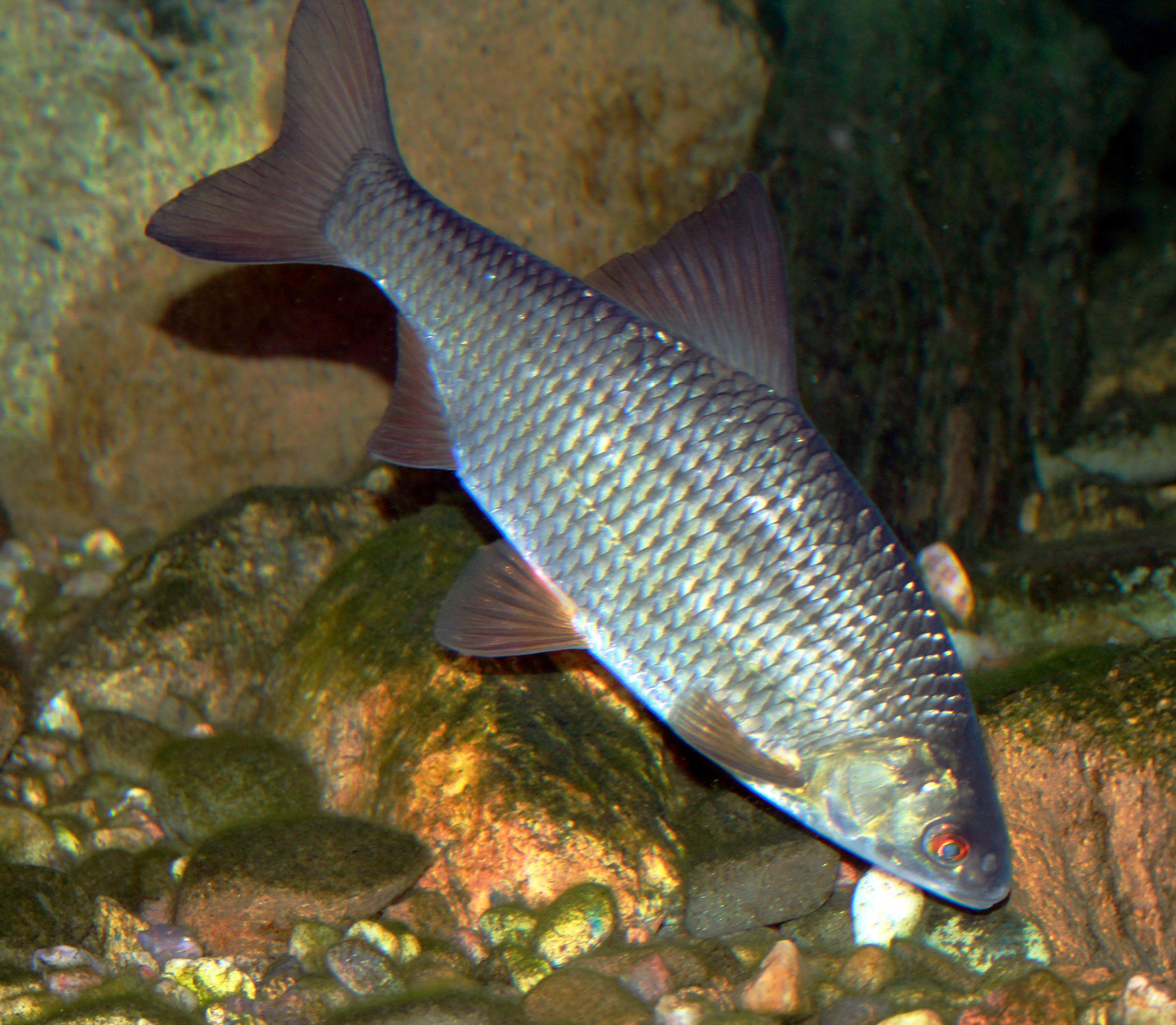
Tentoonstelling "Subaqueous Vltava" in Praag
Brasem in Danubius Pannonico-Mysicus door Marsigli in 1726
Brasem in de Iconographia Zoologica door Bloch (1774-1804)